# Friesodielsia glauca
Friesodielsia glauca är en kirimojaväxtart som först beskrevs av Joseph Dalton Hooker och Thomas Thomson och som fick sitt nu gällande namn av Cornelis Gijsbert Gerrit Jan van Steenis.
Friesodielsia glauca ingår i släktet Friesodielsia och familjen kirimojaväxter. Inga underarter finns listade i Catalogue of Life.